# تفضيل
التفضيل (بالإنجليزية: Preference)‏ هو مصطلح تقني يُستخدم في علم النفس والاقتصاد والفلسفة في الإشارة عادة إلى ما يتعلق بالاختيار بين البدائل: فالشخص يفضل (أ) على (ب) إذا ما اختار (أ) بدلا من (ب).

## علم النفس
في علم النفس، يمكن تصور التفضيل كموقف الفرد تجاه مجموعة من الأشياء، وينعكس ذلك عادة في عملية صنع القرار الصريح. أو بعبارة أخري، يُمكن للمرء أن يفسر مصطلح «التفضيل» ليعني الحكم التقييمي، بمعنى أنه يروق له شيء ما أو يكرهه، وهو التعريف الأكثر شيوعا في علم النفس. ومع ذلك، فإن ذلك لا يعني أن التفضيل أمر مستقر بالضرورة مع مرور الوقت. فيمكن تعديل التفضيل بشكل ملحوظ من خلال عمليات صنع القرار، وبالتالي، يمكن أن يتأثر التفضيل بمحيط الشخص وتنشئته من حيث الموقع الجغرافي والخلفية الثقافية والمعتقدات الدينية والتعليم. وقد وُجد أن هذه العوامل تؤثر على التفضيل لأن التعرض المتكرر لفكرة أو مفهوم معين يرتبط بتفضيل إيجابي.

## الاقتصاد
في الاقتصاد والعلوم الاجتماعية الأخرى، يشير التفضيل إلى مجموعة من الافتراضات المتعلقة بترتيب بعض البدائل، استنادا إلى درجة السعادة أو الارتياح أو الإشباع أو التمتع أو الفائدة التي تقدمها هذه البدائل، وهي عملية تؤدي إلى «الاختيار» الأمثل (سواء بشكل حقيقي أو متخيل). وعلى الرغم من أن الاقتصاديين لا يهتمون عادة بالخيارات أو التفضيلات في حد ذاتها، إلا أنهم مهتمون بنظرية الاختيار لأنها تشكل خلفية لتحليل الطلب التجريبي.